# Hidroxid de fier (III)
Hidroxidul de fier (III) este o bază alcătuită din trei grupări hidroxil și un atom de fier cu valență III. Formula sa chimică este Fe(OH)3. 
Hidroxidul de fier (III) este adesea întâlnit sub formă de hidrați, FeO(OH)•nH₂O (rugină). Monohidratul FeO(OH)•H2O, numit și oxid de fier hidratat, oxid galben de fier, oxid galben sau pigment galben 42, este folosit ca pigment galben de fier, foarte rezistent la lumină, la intemperii, la alcalii și întrebuințat  în  vopsele  de  ulei,  la zugrăvit.

## Forme minerale
Hidroxidul de fier (III) se întâlnește în natură sub formă de patru minerale diferite (polimorfe) notate cu litere grecești α, β, γ și δ:  
- Goethit, α-FeO (OH), a fost folosit ca pigment ocru încă din timpurile preistorice.
- Akaganeit este polimorful β, format prin eroziune și prezent în unii meteoriți și pe suprafața lunară. Structura sa chimică este Fe4O5(OH)7Cl
- Lepidocrocit, polimorful γ, este întâlnit în mod obișnuit ca o rugină în interiorul conductelor și cisternelor de apă din oțel.
- Feroxihit δ-FeO (OH), se formează în condiții de înaltă presiune la fundul mărilor și oceanelor

Goethitul și lepidocrocitul, sunt cele mai frecvente forme ale oxidului galben de fier și cei mai importanți minerali de fier în soluri.
Hidroxidul de fier (III) este principalul component al unor minerale și mineraloizi, de ex:
- Limonitul este un amestec format obișnuit din goethit, lepidocrocit, cuarț și minereuri argiloase.